# Journey to the Center of the Earth (attractie)
Journey to the Center of the Earth is een attractie in het Japanse attractiepark Tokyo DisneySea en werd geopend op 4 september 2001. Het is een slot car racing die tevens als darkride dienstdoet, binnen het thema van Naar het middelpunt der aarde, een boek van Jules Verne.

## Rit
Het verhaal achter de attractie is dat van kapitein Nemo, die van Mysterious Island zijn nieuwe basis heeft gemaakt. Naast het bestuderen van de dieptes van de oceanen, heeft Nemo zich ook toegelegd op het bestuderen van de dieptes van de aarde. Gasten worden uitgenodigd om in de aarde af te dalen en een reis door het binnenste van de aarde te maken.
Gasten betreden de attractie via de krater van Mount Prometheus, in Mysterious Island, die toegang geeft tot de wachtrij. Deze wachtrij loopt door een aantal grotten en leidt langs enkele laboratoria van kapitein Nemo, waar verschillende hints worden gegeven naar wat gasten in de attractie zullen meemaken. Aan het eind van de wachtrij betreden gasten een terravator (een lift die in werkelijkheid geen meter daalt, maar die door special effects een halve mijl diep de grond in lijkt te gaan). Als de terravator is 'afgedaald,' komen gasten in het instapstation terecht. Dit instapstation is het startpunt van de attractie, maar omvat ook een communicatiecentrum, alwaar verschillende waarschuwingen afgaan voor verhoogde seismische activiteit.
Nadat gasten in een voertuig zijn gestapt, leidt dit voertuig hen achtereenvolgens door een grottenstelsel met grote kristallen. Vervolgens leidt de weg verder door een grot met een zwerm onderaardse insecten, om vervolgens uit te komen in een paddenstoelenwoud. In dit woud zijn verschillende animatronics van bioluminescerende, ondergrondse wezens te vinden. Na dit paddenstoelenwoud wordt de weg verstoord door een aardbeving, waardoor de geplande route lijkt te zijn ingestort. Daarom slaat het voertuig een andere grot in, in welke verschillende geluiden van krakende rotsen te horen zijn. In deze grot hangt een aantal eierzakken, met daarin groen oplichtende eieren.
De weg vervolgt zich door langs een onderaardse zee, met daarboven een aantal elektrisch geladen gaswolken, waaruit af en toe een bliksemschicht naar het water schiet. Plots raakt een bliksemschicht het voertuig, waardoor het voertuig kort versneld wordt, verder de grot in. Deze laatste grot wordt opgelicht door een rood-geel schijnsel, zit vol met stoomuitlaapkleppen en kent enkele plotselinge steekvlammen. Als het voertuig de grot in klimt, rijdt het langs een monster van lava, die uithaalt naar de gasten. Vervolgens wordt de ruimte gevuld met stoom en kraakgeluiden, waarna het voertuig in een lancering terecht komt en zo 'met een uitbarsting' de grot uit wordt geslingerd. Na een camelback buiten, rijdt het voertuig weer een grot in, om vervolgens rondom het hele Mysterious Island-gebied te cirkelen, terug naar het uitstapstation van de attractie. Daar verlaten gasten de attractie.

## Afbeeldingen

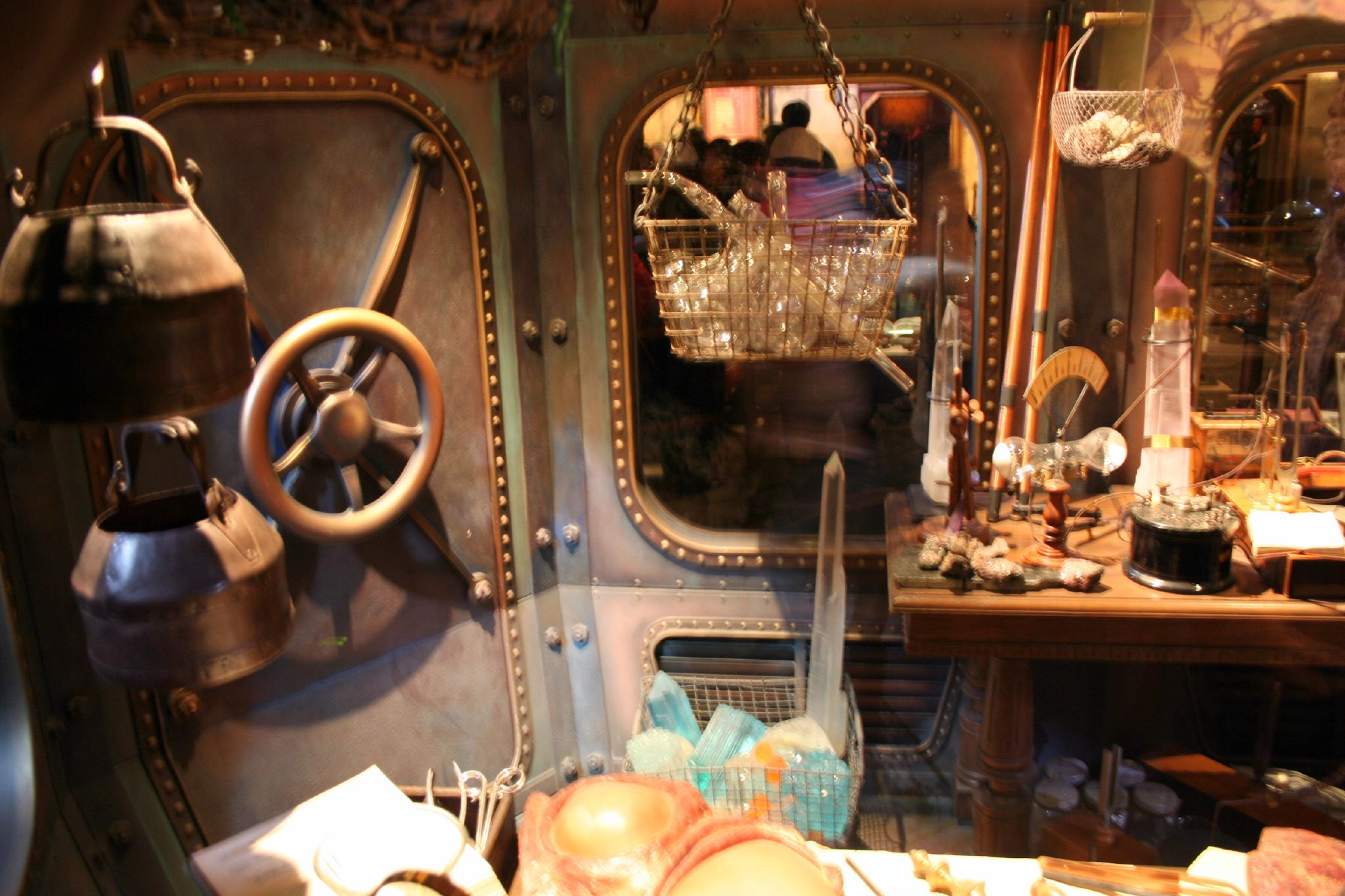
Decoratie in de wachtrij
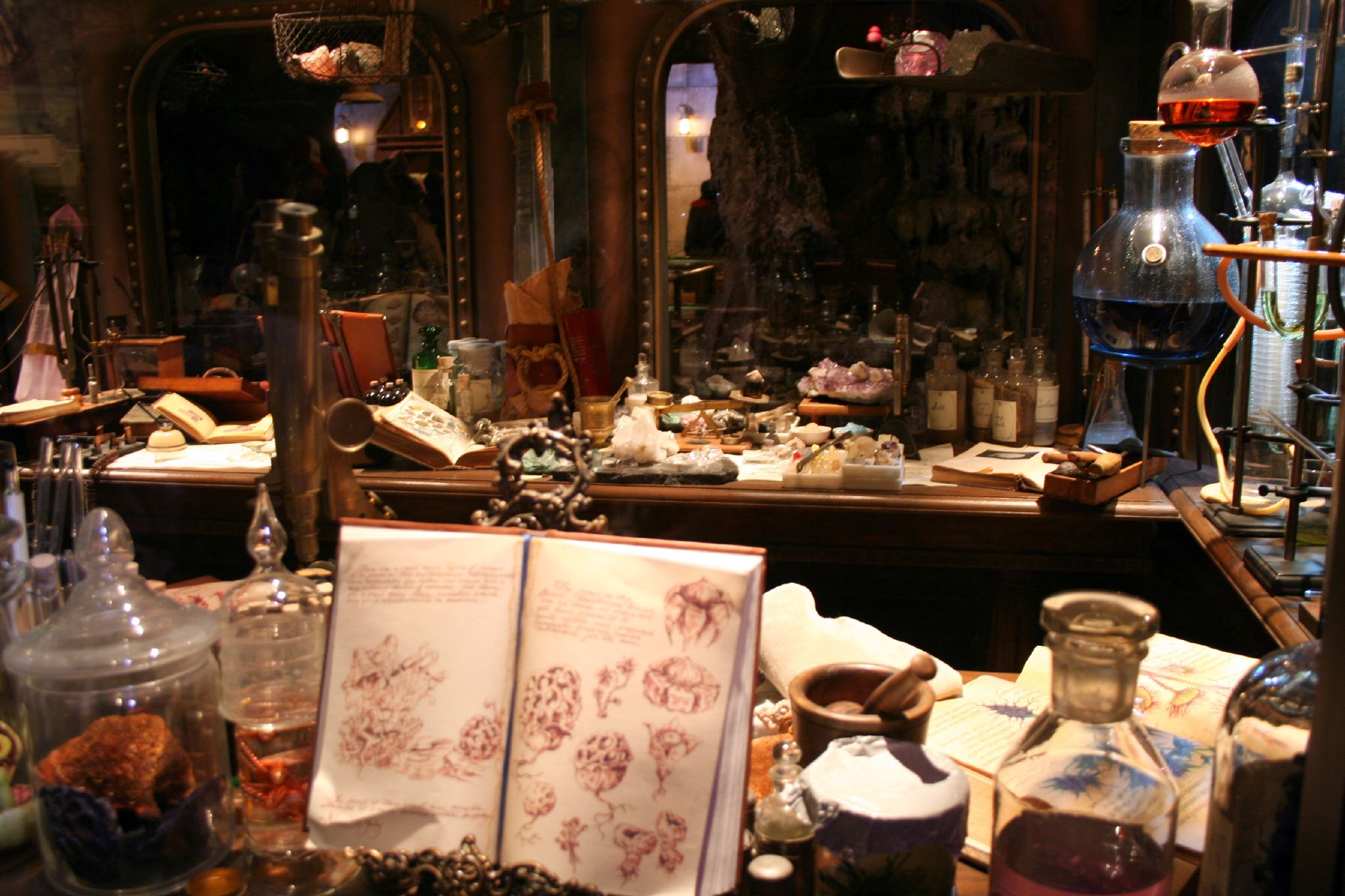
Decoratie in de wachtrij
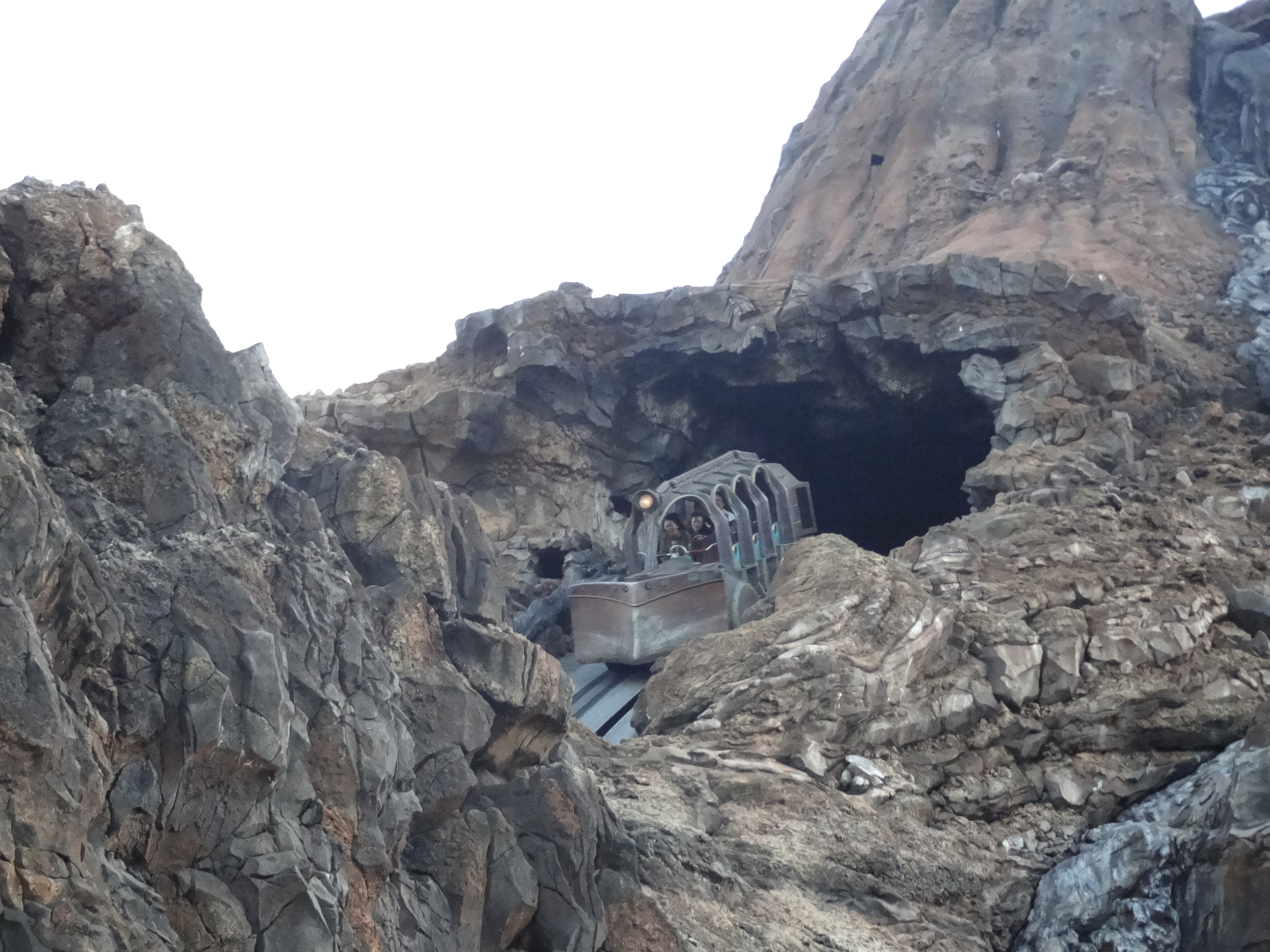
Eén van de voertuigen

Tokyo Disney Resort · Lijst van attracties in Tokyo DisneySea · afbeeldingen